# Lycaena difficilis
Lycaena difficilis är en fjärilsart som beskrevs av Hermann Stauder 1922. Lycaena difficilis ingår i släktet Lycaena och familjen juvelvingar. Inga underarter finns listade i Catalogue of Life.